# Cercanías Bilbao
Cercanías Bilbao (Baskisch: Bilboko Aldiriak) is een van de twee voorstadsspoornetwerken rondom de stad Bilbao (naast Euskotren) en wordt geëxploiteerd door Renfe Operadora onder de productformule Cercanías. Het netwerk bestaat uit vier breedspoorlijnen die de stad verbinden met nabijgelegen plaatsen. Alle lijnen van het Cercanías-netwerk in Bilbao eindigen op station Abando. De rode lijn (C-1) en de groene lijn (C-2) rijden ondergronds door de stad. Daarnaast hebben de stations Abando en San Mamés een overstappunt met de metro van Bilbao. Na station Barakaldo splitsen na een lang traject van acht stations C-1 en C-2 van elkaar. C-1 rijdt verder naar het westen, in de richting van Santurtzi. C-2 gaat naar het zuiden in de richting van Muskiz. De blauwe lijn (C-3) gaat door de provincies Biscaje en Alava naar Orduña. De paarse lijn (C-4) gaat door de comarcas Bilbao en Enkarterri naar Balmaseda.

## Lijnen
| Lijn | Terminals        | Stations |
| ---- | ---------------- | -------- |
| C-1  | Bilbao-Santurtzi | 14       |
| C-2  | Bilbao-Muskiz    | 18       |
| C-3  | Bilbao-Orduña    | 22       |
| C-4  | Bilbao-Balmaseda | 20       |